# Чепик Сергій Михайлович
Сергій Михайлович Чепик (24 червня 1953, Київ — 18 листопада 2011, Париж) — французький художник, графік, скульптор, ілюстратор українського походження.

## Біографія
Народився в родині українського живописця Михайла Максимовича Чепика (1920—1972) і скульптора Людмили Давидівни Сабанєєвої (1922—?). Закінчив художню школу в Києві. Рік провчився в Київському художньому інституті, але після смерті батька вирішив переїхати на навчання до Ленінграда. Закінчив факультет монументального живопису Ленінградського державного академічного інституту живопису, скульптури та архітектури імені І. Ю. Рєпіна (майстерня А. А. Мильнікова). З 1978 член Молодіжного об'єднання Спілки художників СРСР. Відразу відчув тиск радянської цензури. У 1987-му серія Чепика «Записки з Мертвого дому» (1979—1987) була заборонена до показу. Створені на основі спостережень в божевільні картини відображали повсякденне життя радянського суспільства. Одружившись на француженці, у серпні 1988 виїхав до Франції. Жив і працював у Парижі. Похований на цвинтарі Монмартр.

## Творчість
Вже через три місяці після еміграції його серія з Мертвого дому була удостоєна Гран-прі на виставці в Паризькому осінньому салоні.
У 1989 був удостоєний призу Monaco City Award на Міжнародній виставці сучасного мистецтва в Монте-Карло.
З 1988 провів 25 персональних виставок у різних країнах Європи. Серед них виставка в Парижі в галереї Guiter (1998), ретроспективна виставка в Roy Miles Gallery (Лондон, 1990), презентація портрета баронеси Маргарет Тетчер і Рудольфа Нурієва (1993), виставка «Голгофа» у Gatto Gallery (Лондон, 1999), виставка «Війна і мир» у Центрі П'єра Кардена (Париж, 2004).
У 2005 виконав цикл картин: «Я є», «Шлях», «Істина» та «Життя» для собору святого Павла в Лондоні.
Роботи художника зберігаються в музеях та приватних колекціях в Росії, Франції, Великої Британії та інших країнах. Сергію Чепику замовляла праці, зокрема свій портрет прем'єр-міністр Великої Британії Маргарет Тетчер. Він автор останнього портрета Рудольфа Нурієва, з яким дружив.

## Особисте життя
Дружина — Марі-Од Альберт-Чепик, професор Сорбони, відома у Франції славіст, фахівець з творчості Максиміліана Волошина.
Дружив з українськими митцями, зокрема скульптором Юлієм Синькевичем, скульптором Євгеном Прокоповим, Лесем Подерв'янським, живописцем Сергієм Базилєвим та графіком Сергієм Якутовичем.